# 科利亚多德孔特雷拉斯
科利亚多德孔特雷拉斯，是西班牙卡斯蒂利亚-莱昂阿维拉省的一个市镇。 总面积18km2, 总人口270人（2001年），人口密度15人/km2。